# Brett Anderson (The Donnas)
Brett Anderson Elizabeth (Bloomington, 30 maggio 1979) è una cantante statunitense. È una cantante ed ex vocalist della punk rock band The Donnas. Brett Anderson è l'unico membro del gruppo che non è nato in California.

## Biografia
Brett Anderson è nata il 30 maggio 1979 a Bloomington. Si trasferisce a Palo Alto. Qui è stata contattata da Allison Robertson e Maya Ford per cantare nella loro band. Anche se lei non aveva alcuna esperienza in canto, ha accettato e ha svolto il suo primo show con The Donnas e sono ancora oggi insieme.
Attualmente l'Anderson, dopo aver lasciato il gruppo di provenienza, è impegnata nel progetto The Stripminers, unitamente al cantante Paul Stinson.